# Jesús Martínez
Jesús Martínez (7 giugno 1952) è un ex calciatore messicano, di ruolo difensore.

## Carriera
Con la Nazionale messicana ha preso parte al campionato del mondo 1978, tenutosi in Argentina.